# Полилако
Полилако (грч. Πολύλακκο) је насељено место у општини Горуша у периферији Западна Македонија, Грчка. Према попису из 2021. године било је 15 становника.
Према бугарском географу и историчару, Василу Канчову, у Полилаку је 1900. године живело 250 Грка. Платанија се налази у области Населица, која је некада била насељена словенским становништвом које је касније хеленизовано. Село се раније звало Кинам.